# Cabinet fantôme Sunak
Royaume-Uni
Starmer Badenoch
Le cabinet fantôme Sunak est le cabinet fantôme britannique dirigé par le chef de l'opposition Rishi Sunak, Premier ministre sortant, à l'issue des élections générales de 2024, qui a porté Keir Starmer, chef du Parti travailliste vainqueur des élections, à la tête du gouvernement britannique.
Rishi Sunak est chef de l'opposition par son poste de chef du Parti conservateur à partir du 5 juillet 2024. Il mentionne cependant, dans son discours de démission, qu'il se retirerait de la direction du parti à la suite de l'élection de son successeur.
Le 8 juillet 2024, Rishi Sunak annonce les membres de son cabinet fantôme.

## Composition initiale

### Membres du cabinet fantôme
- Chef de l'Opposition : Rishi Sunak
- Vice-chef de l'Opposition, chancelier du duché de Lancastre du cabinet fantôme : Olivier Dowden
- Chancelier de l'Échiquier fantôme : Jeremy Hunt
- Secrétaire d'État fantôme aux Affaires étrangères, au Commonwealth et au Développement : Andrew Mitchell
- Secrétaire d'État fantôme à l'Intérieur : James Cleverly
- Secrétaire d'État fantôme à la Défense : James Cartlidge
- Secrétaire d'État fantôme à la Justice : Ed Argar
- Secrétaire d'État fantôme à la Science, à l'Innovation et à la Technologie : Andrew Griffith
- Secrétaire d'État fantôme à la Santé : Victoria Atkins
- Secrétaire d'État fantôme au Logement, aux Communautés et au Gouvernement local : Kemi Badenoch
- Secrétaire d'État fantôme à l'Environnement, à l'Alimentation et aux Affaires rurales : Steve Barclay
- Leader fantôme de la Chambre des communes : Chris Philp
- Leader fantôme de la Chambre des lords : Baron True
- Secrétaire d'État fantôme aux Entreprises et au Commerce : Kevin Hollinrake
- Secrétaire d'État fantôme au Changement climatique et à la Neutralité carbone : Claire Coutinho
- Secrétaire d'État fantôme au Travail et aux Retraites : Mel Stride
- Secrétaire d'État fantôme à l'Éducation : Damian Hinds
- Secrétaire d'État fantôme aux Transports : Helen Whately
- Secrétaire d'État fantôme à la Culture, aux Médias et aux Sports : Julia Lopez
- Secrétaire d'État fantôme pour l'Irlande du Nord : Hilary Benn
- Secrétaire d'État fantôme pour l'Écosse : John Lamont
- Secrétaire d'État fantôme pour le Pays de Galles : Byron Davies

### Membres participant aux réunions du cabinet fantôme
- Whip en chef de l'Opposition (whip en chef du Parti conservateur) : Stuart Andrew
- Secrétaire fantôme en chef du Trésor : Laura Trott
- Procureur général fantôme pour l'Angleterre et le Pays de Galles : Jeremy Wright
- Paymaster General fantôme : John Glen
- Ministre fantôme de la Sécurité : Tom Tugendhat
- Ministre fantôme chargé des Anciens combattants : Andrew Bowie
- Secrétaire d'État fantôme pour les Femmes et les Égalités : Mims Davies